# Kovalîha, Smila
Kovalîha (în ucraineană Ковалиха) este o comună în raionul Smila, regiunea Cerkasî, Ucraina, formată numai din satul de reședință.

## Demografie
Componența lingvistică a comunei Kovalîha
     Ucraineană (95,87%)
     Rusă (4,01%)
     Alte limbi (0,12%)
Conform recensământului din 2001, majoritatea populației comunei Kovalîha era vorbitoare de ucraineană (95,87%), existând în minoritate și vorbitori de rusă (4,01%).